# Índies Orientals Neerlandeses
Les  Índies Orientals Neerlandeses  va ser el nom de les colònies establertes per la Companyia Neerlandesa de les Índies Orientals (VOC), que van estar sota l'administració dels Països Baixos durant el segle xix

## Història
A la fi del segle xvi, diversos exploradors marítims (Jan Huygen van Linschoten el 1582 i els viatges de Cornelis Houtman el 1592) havien preparat el camí per al viatge de Houtman a Bantam, el principal port de l'illa de Java, en (1595-1597), on va aconseguir uns petits beneficis. La penetració neerlandesa a les Índies Orientals, que en aquells moments eren territori de Portugal, va ser lenta i discreta.
La Companyia Neerlandesa de les Índies Orientals, creada el 1602, va concentrar els esforços comercials holandesos sota un sol comandament i una sola política. El 1605 vaixells mercants neerlandesos van capturar el fort portuguès de Amboyna a les Moluques, que va constituir la primera base de la VOC, nom que van donar els neerlandesos a la seva companyia. La Treva dels dotze anys signada a Anvers el 1609 va comportar el cessament de les hostilitats entre Espanya (que controlava Portugal i els seus territoris en aquesta època) i les Províncies Unides. A les Índies, la fundació de Batàvia va formar el centre des del qual les empreses holandeses, més mercantils que colonials, podrien ser coordinades.
Un darrere l'altre, els neerlandesos van prendre el control dels ports de les Índies Orientals: Malaca el 1641; Achem (Aceh) a l'antic regne de Sumatra, 1667; Macassar, 1669 i finalment Bantam el 1682. Al mateix temps, les connexions amb els ports de l'Índia va proporcionar als holandesos una bona producció de cotó que s'intercanviava per pebre negre.
La gran font de riquesa en les Índies Orientals, va ser el comerç dins de l'arxipèlag on les espècies s'adquirien amb plata originària d'Amèrica, més cobejable a Orient que a Europa. Concentrant els monopolis en les espècies, la política neerlandesa en va enfortir el monocultiu. Amboina es va dedicar al clau d'olor, Timor al sàndal, les illes de la Banda a la nou moscada i al pebre. Aquesta política de monocultiu va connectar les economies de les illes a un sistema en què totes necessitaven les altres per a satisfer les seves necessitats.
El 1700 es va establir un model colonial, la VOC va créixer fins a convertir-se en un estat dins d'un estat i tenir un poder dominant dins de l'arxipèlag. Amb la connivència dels holandesos, l'octubre de 1740, 10.000 xinesos foren massacrats a Batàvia. Després de la liquidació de la companyia el 1799, i després l'interregne britànic durant les Guerres napoleòniques, el govern dels Països Baixos va reprendre l'administració fins a la independència d'Indonèsia el 1949 després de la Revolució Nacional Indonèsia.
La ciutat capital de les Índies Orientals Neerlandeses va ser Batàvia, ara coneguda com a Jakarta.
Els Països Baixos van capitular el seu territori europeu durant la Segona Guerra Mundial a Alemanya el 14 de maig de 1940 i la família reial va fugir a l'exili a Gran Bretanya. El 27 de setembre de 1940, Alemanya, Hongria, Itàlia i el Japó van signar un tractat que descrivia les "esferes d'influència", per la que les Índies Orientals Holandeses van caure a l'esfera japonesa. Els Països Baixos, Gran Bretanya i els Estats Units van intentar defensar la colònia de les forces japoneses quan es van desplaçar cap al sud a la fi de 1941 a la recerca de petroli holandès. El 10 de gener de 1942, durant la Campanya de les Índies Orientals Holandeses, les forces japoneses van envair les Índies Orientals Holandeses com a part de la guerra del Pacífic. Les plantacions de cautxú i els camps de petroli de les Índies Orientals Holandeses es van considerar crucials per a l'esforç bèl·lic japonès. Les forces aliades van ser ràpidament desbordades pels japonesos i el 8 de març de 1942 l'exèrcit reial holandès de les Índies Orientals es va rendir a Java. L'ocupació japonesa va desmantellar gran part de l'estat colonial i l'economia holandesa, i després de la rendició japonesa a l'agost de 1945, els nacionalistes indonesis van declarar la independència que van lluitar per aconseguir durant la posterior Revolució Nacional Indonèsia. Els Països Baixos van reconèixer formalment la sobirania d'Indonèsia en 1949 amb l'excepció de Nova Guinea dels Països Baixos (Nova Guinea Occidental), que va ser cedida a Indonèsia 14 anys després el 1963 en virtut de les disposicions de l'Acord de Nova York.

## Administració de la Sumatra Neerlandesa
L'illa de Sumatra estava dividida en el període de domini neerlandès en governs (províncies), residències i subresidències
- El govern de la Costa Occidental, tenia al front a un governador amb seu a Padang, subordinat directament al governador general de les Índies Orientals Neerlandeses. El territori del govern anava per tota la costa oest entre Atjeh al nord i Bengkulen al sud i incloïa les següents residències:
  - Residència de Tapanuli, sota un resident neerlandès
    - Tapanauli
    - Districte de Sibolga
    - País dels Battak (dominat el 1907)

  - Residència de les Terres Altes de Padang (Padangsche Bovenlanden), sota un resident neerlandès
  - Residència de les Terres Baixes de Padang (Padangsche Benedenlanden), directament sota el governador.

Totes les illes de la costa occidental de Sumatra depenien d'aquest govern excepte Simalëu al nord i Enggano al sud.
- Província o Residència de Bengkulen, al sud de l'anterior, incloent-hi l'illa d'Enggano, sota un resident dependent directament del governador general.
- Província o Residència de Lampong o dels Districtes de Lampong (Lampongsche Districten), sota un resident dependent directament del governador general.
- Província o Residència de Palembang, sota un resident dependent directament del governador general, amb el territori de l'antic regne de Palembang que tenia diversos vassalls:
  -     - Pasunah
    - Semendo
    - Kisam
    - Makakau o Anak Sunghei
    - Buai
    - Renaou
- Residència de Djambi o Jambi, integrada pel principat vassall de Jambi o Djambi i les seves dependències:
  - Korintji
  - Sunghei Tenang
  - Serampei
  - Batang Asei
  - Pangkhan Jambu
  - Tebo
  - Limun.

Els set estats estaven situats al sud i sud-est de Djambi.
- Districtes d'Indragiri i de Kwantan, part de la divisió de Lingga a la Residència de Riau, però situada a l'illa de Sumatra (al nord de Palembang); la resta de la província estava formada per l'arxipèlag de Riau-Lingga
- Província o Residència de la Costa Oriental (Sumatra Ost Kust), entre Atjeh al nord i Indragiri al sud. Totes les illes de la costa oriental depenien d'aquesta província.
- Govern d'Atjeh i dependències incloent l'illa Simalëu, dividida en tres subresidències:
  - Subresidència de la Costa Occidental d'Atjeh, amb diversos principats entre els quals: 
    - Kluvat
    - Telok Paou
    - Labuan Haji
    - Blang Pedir
    - Melabu
    - Tenom (del que depenien Pangga, Tjelland, Rigas, Patin, Telok Krou i encara alguna altres més petits i l'illa de Simalëu o Babi, amb sis principats: al nord, Sigodi, a l'est, Lemani, al sud-est, Tapah i Sinabang, i a l'ouest Lakoun Sabang i Simalëu
    - Bandjak

  - Subresidència de la Costa Nord d'Atjeh (amb les poblacions de Pedir, Ghighen, Enjung, Merdu, Samalanga, Pasangan, Kiumpang Duva, i altres menors)
  - Subresidència de la Costa Est d'Atjeh, amb diversos estats (de nord a sud):
    - Telok Semave
    - Savang
    - Nisam
    - Junda o Tjunda
    - Baju
    - Gnedong
    - Simpang Olim (amb la regió de Pasai, al darrere d'aquest i els altres estats abans citats, cap a l'interior).
    - Jelok Bezar (Jelok Gran)
    - Jelok Kechil (Jelok Petit)
    - Edi Bezar (Edi Gran)
    - Edi Kechil (Edi Petit)
    - Perlak
    - Manjapahit (amb el rerepaís de Langsar)

A aquesta subresidència es va agregar el 1907 el país dels gajo, dels luös i de Serbödjadi, incloent-hi Alaslanded, Bampel i Batu-Mbulan, fins aleshores independents (vegeu país dels Battaks)
A més de les tres subresidències el govern d'Atjeh incloïa:
- - Gran Atjeh, format pel sultanat d'Aceh i els vassalls més propers
  - Els establiments al sud del Gran Atjeh: el districte de Nom (amb algunes zones menys importants que en depenen) els cantons de Lepong i de Lelong (a l'oest del Gran Atjeh) i els següents estats vassalls:
    - Kluvang
    - Jinamprong
    - Baba Avi
    - Estats de la plana de Padang (derivats del regne de Menangkabo)
    - Bukitbatu
    - Tananhputih
    - Bangka
    - Kubu
    - Siak
    - Tanah Datar
    - Bogah
    - Lima Bulu
    - Pasisir
    - Pogurawan
    - Kampar
    - Kwantan
    - Pelalawan
    - Kota Pinang
    - Panei i Bila
    - Konalu
    - Asahan
    - Batu Bara
    - Tandjong
    - Si Pare Pare
    - Padang
    - Bedaghei
    - Lima Ioras
    - Serdang
    - Deli
    - Langkat
    - Tumiang

### Bandera
A diverses antigues làmines s'atribueix a Sumatra una bandera de set franges horitzontals: roig, verd, roig, blanc, verd, roig, i blanc; imatge a https://www.fotw.info/flags/id-nlcol.html. Algunes referències a aquesta bandera i altres es troben a Vlaggen van den Oost-Indischen Archipel (1600-1942), per D. Rhül, traduït par N. Martin, 1997 a l'enllaç